# Leichtathletik-Europameisterschaften 1954/400 m Hürden der Männer

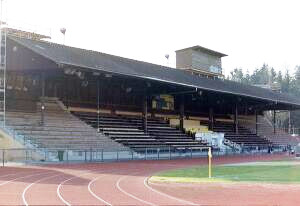
Tribüne des Stadions Neufeld in Bern

Der 400-Meter-Hürdenlauf der Männer bei den Leichtathletik-Europameisterschaften 1954 wurde am 26., 28. und 29. August 1954 im Stadion Neufeld in Bern ausgetragen.
In dieser Disziplin gab es einen Doppelsieg für die Sowjetunion. Europameister wurde Anatoli Julin vor dem Weltrekordler Juri Litujew. Der Finne Sven-Oswald Mildh gewann die Bronzemedaille.

## Rekorde

### Bestehende Rekorde
| Weltrekord           | 50,4 s | Juri Litujew    | Budapest, Ungarn    | 20. September 1953 |
| Europarekord         | 50,4 s | Juri Litujew    | Budapest, Ungarn    | 20. September 1953 |
| Meisterschaftsrekord | 51,9 s | Armando Filiput | EM Brüssel, Belgien | 27. August 1950    |

### Rekordverbesserungen
Der bestehende EM-Rekord wurde zweimal verbessert. Darüber hinaus gab es zwei neue Landesrekorde.
- Meisterschaftsrekord:
  - 51,1 s – Juri Litujew (Sowjetunion), zweiter Vorlauf am 26. August
  - 50,5 s – Anatoli Julin (Sowjetunion), Finale am 29. August
- Landesrekorde:
  - 51,8 s – Sven-Oswald Mildh (Finnland), erstes Halbfinale am 28. August
  - 51,5 s – Sven-Oswald Mildh (Finnland), Finale am 29. August
  - 52,3 s – Bob Shaw (Großbritannien), Finale am 29. August
  - 52,4 s – Antal Lippay (Ungarn), Finale am 29. August

## Vorrunde
26. August 1954, 15:30 Uhr
Die Vorrunde wurde in sechs Läufen durchgeführt. Die ersten beiden Athleten pro Lauf – hellblau unterlegt – qualifizierten sich für das Halbfinale.

### Vorlauf 1
| Platz | Name               | Nation   | Zeit (s) |
| ----- | ------------------ | -------- | -------- |
| 1     | Sven Olov Eriksson | Schweden | 53,1     |
| 2     | Armando Filiput    | Italien  | 54,0     |
| 3     | Jan Borgersen      | Norwegen | 54,8     |
| 4     | José Fórmiga       | Spanien  | 55,3     |

### Vorlauf 2
| Platz | Name          | Nation         | Zeit (s) |
| ----- | ------------- | -------------- | -------- |
| 1     | Juri Litujew  | Sowjetunion    | 51,1 CR  |
| 2     | Kurt Bonah    | BR Deutschland | 54,0     |
| 3     | Gerald Wicher | Österreich     | 55,9     |
| 4     | Aydin Tunali  | Türkei         | 60,2     |

### Vorlauf 3
| Platz | Name          | Nation         | Zeit (s) |
| ----- | ------------- | -------------- | -------- |
| 1     | Anatoli Julin | Sowjetunion    | 52,1     |
| 2     | Robert Bart   | Frankreich     | 52,7     |
| 3     | Harry Kane    | Großbritannien | 52,7     |
| 4     | Karl Borgula  | Schweiz        | 55,3     |

### Vorlauf 4
| Platz | Name                | Nation         | Zeit (s) |
| ----- | ------------------- | -------------- | -------- |
| 1     | Bob Shaw            | Großbritannien | 53,4     |
| 2     | Ilie Savel          | Rumänien       | 54,0     |
| 3     | Josef Kost          | Schweiz        | 54,4     |
| 4     | Gianfranco Fantuzzi | Italien        | 55,2     |

### Vorlauf 5
| Platz | Name              | Nation         | Zeit (s) |
| ----- | ----------------- | -------------- | -------- |
| 1     | Sven-Oswald Mildh | Finnland       | 53,6     |
| 2     | Lars Ylander      | Schweden       | 53,8     |
| 3     | Wolfgang Fischer  | BR Deutschland | 53,9     |
| 4     | Gheorghe Stanel   | Rumänien       | 55,3     |

### Vorlauf 6
| Platz | Name             | Nation     | Zeit (s) |
| ----- | ---------------- | ---------- | -------- |
| 1     | Guy Cury         | Frankreich | 52,9     |
| 2     | Antal Lippay     | Ungarn     | 53,2     |
| 3     | Dirk Stoclet     | Belgien    | 54,5     |
| 4     | Rudolf Haidegger | Österreich | 55,3     |

## Halbfinale
28. August 1954, 16:20 Uhr
In den beiden Halbfinalläufen qualifizierten sich die jeweils ersten drei Athleten – hellblau unterlegt – für das Finale.

### Lauf 1

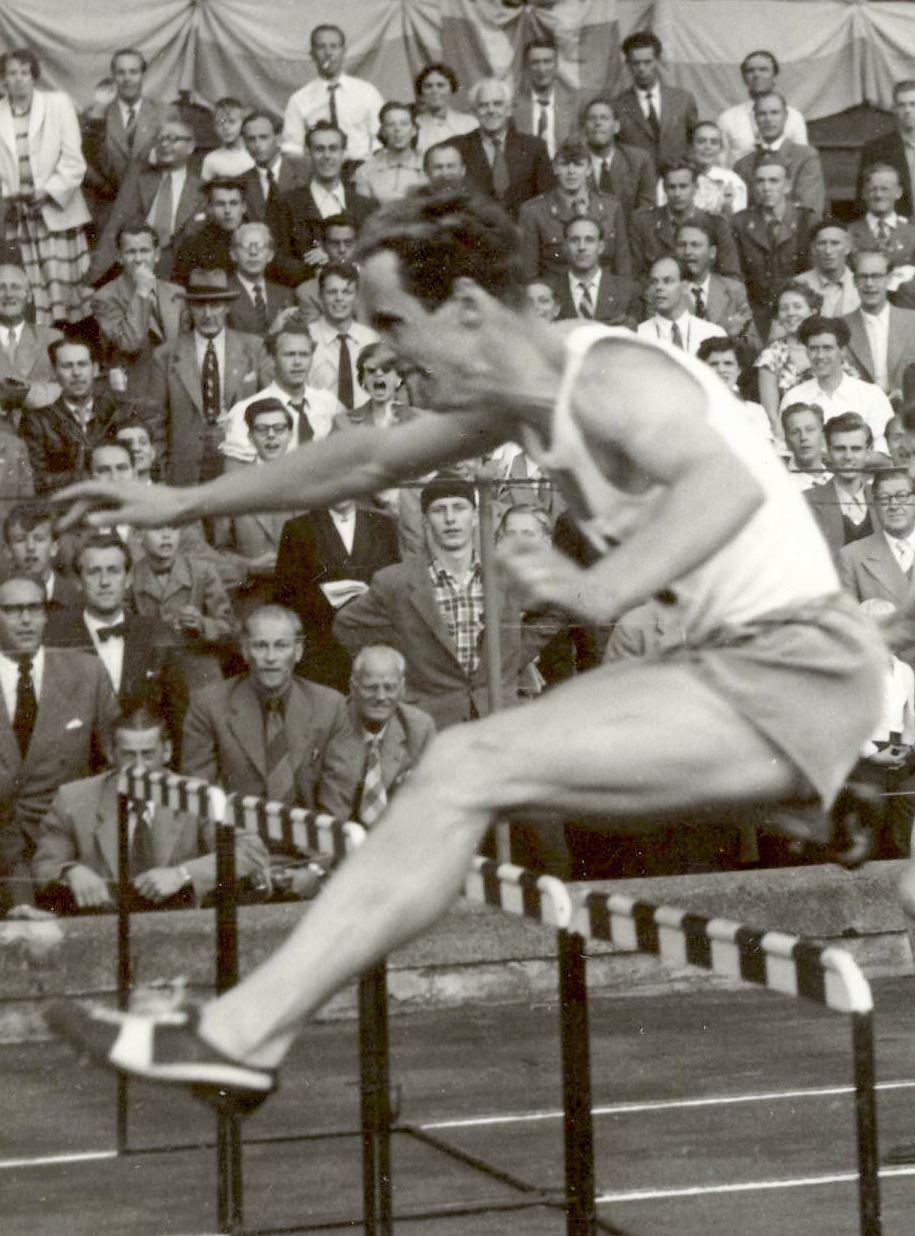
Um zwei Zehntelsekunden verpasste Sven Olov im ersten Vorlauf Eriksson den Finaleinzug
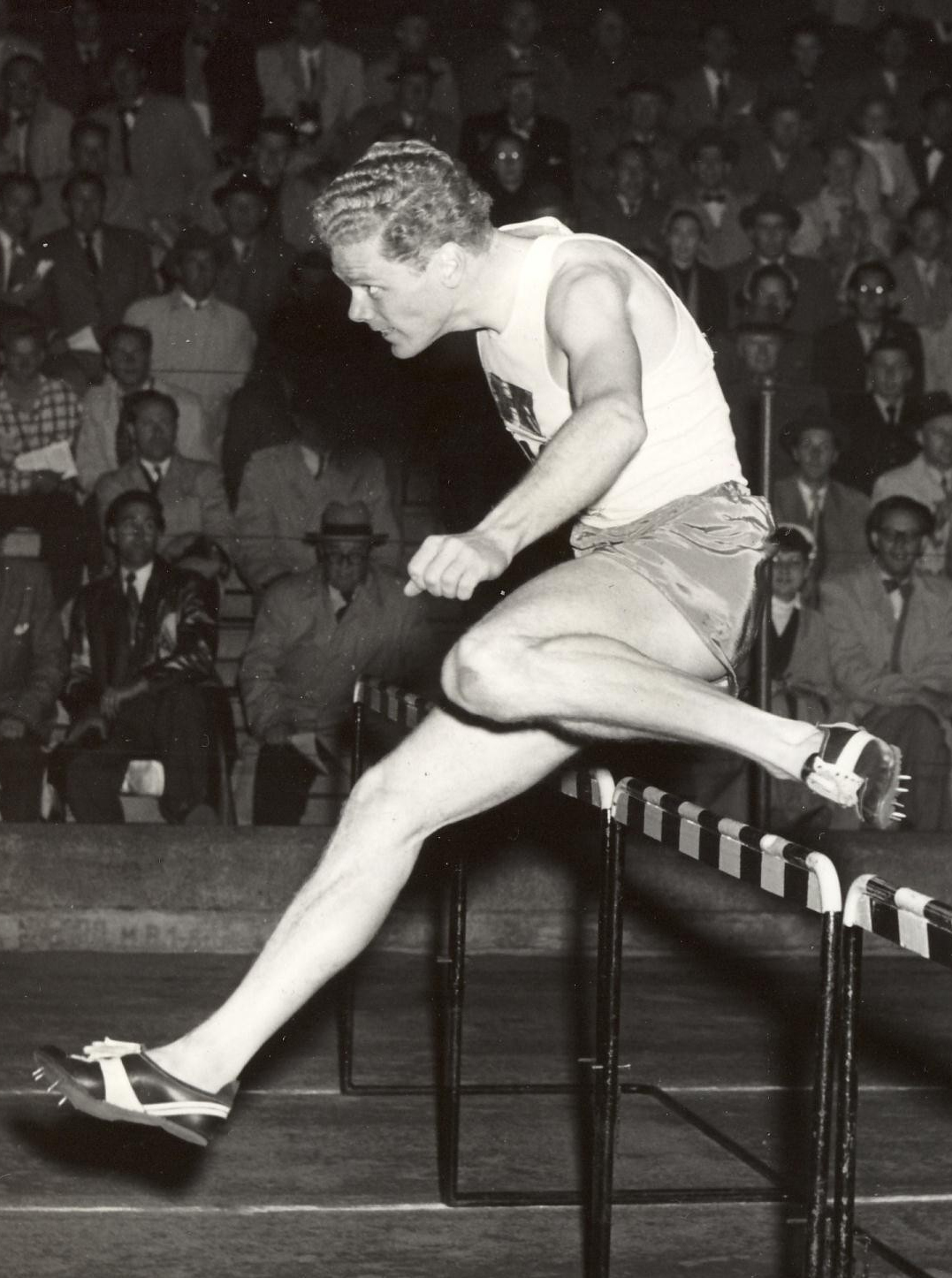
Lars Ylander schied als Sechster seines Halbfinallaufs aus

| Platz | Name               | Nation         | Zeit (s) |
| ----- | ------------------ | -------------- | -------- |
| 1     | Anatoli Julin      | Sowjetunion    | 51,6     |
| 2     | Guy Cury           | Frankreich     | 51,7     |
| 3     | Sven-Oswald Mildh  | Finnland       | 51,8 NR  |
| 4     | Sven Olov Eriksson | Schweden       | 52,0     |
| 5     | Armando Filiput    | Italien        | 52,3     |
| 6     | Kurt Bonah         | BR Deutschland | 53,4     |

### Lauf 2
| Platz | Name         | Nation         | Zeit (s) |
| ----- | ------------ | -------------- | -------- |
| 1     | Juri Litujew | Sowjetunion    | 52,3     |
| 2     | Bob Shaw     | Großbritannien | 52,5     |
| 3     | Antal Lippay | Ungarn         | 52,6     |
| 4     | Robert Bart  | Frankreich     | 52,7     |
| 5     | Ilie Savel   | Rumänien       | 53,3     |
| 6     | Lars Ylander | Schweden       | 54,9     |

## Finale

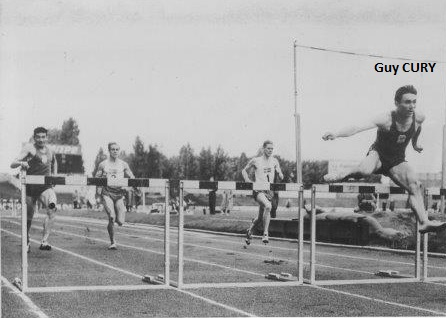
Guy Cury (rechts, in einem unbekannten Rennen) wurde Vierter in diesem Finale

29. August 1954, 15:50 Uhr
| Platz | Name              | Nation         | Zeit (s) |
| ----- | ----------------- | -------------- | -------- |
| 1     | Anatoli Julin     | Sowjetunion    | 50,5 CR  |
| 2     | Juri Litujew      | Sowjetunion    | 50,8     |
| 3     | Sven-Oswald Mildh | Finnland       | 51,5 NR  |
| 4     | Guy Cury          | Frankreich     | 51,8     |
| 5     | Bob Shaw          | Großbritannien | 52,3 NR  |
| 6     | Antal Lippay      | Ungarn         | 52,4 NR  |